# Битва при Ронсевале (1813)
Битва при Ронсевале (фр. Roncevaux) (25 июля 1813 года) — сражение между французскими и англо-португальскими войсками во время Пиренейской войны (1808—1814). Битва при Ронсевале произошла во время Пиренейских войн и была частью битвы при Пиренеях, которая завершилась значительной победой союзников.

## Предыстория
После решительной победы союзных войск под командованием Артура Уэлсли, герцога Веллингтона, над французскими войсками под командованием короля Жозефа Бонапарта в битве при Витории, Веллингтон начал наступление с целью захвата Сан-Себастьяна и Памплоны, последних французских форпостов на испанской земле.
В то время как Веллингтон сосредоточил свои усилия на захвате стратегически важного порта Сан-Себастьян, он послал 11 тыс. человек под командованием ирландско-испанского генерала О’Доннела для осады Памплоны. Чтобы предотвратить контратаку французов в Пиренеях, Веллингтон разместил корпус генерала Хилла вдоль фронта длиной более 50 миль (80 км), чтобы прикрыть прибрежную дорогу и основные перевалы в горах.

## Битва
Быстро восстановив и реорганизовав свои войска после поражения, французы под командованием маршала Никола Жан де Дьё Сульта начали наступление в сторону Памплоны через перевалы Майя и Ронсеваль.
Французские войска в Ронсевале состояли из 40 тыс. человек и 8 горных орудий под командованием генералов Рея и Клозеля. Перевал защищал британская 4-я дивизия под командованием генерал-майора Лоури Коула, при поддержке португальской бригады.
Французы атаковали Сен-Жан-Пье-де-Пор, продвигаясь двумя колоннами по обе стороны перевала. Рей наступал от Линдуса, а Клозель от Альтобискара. Около 6:00 две армии встретились. Британцы сильно уступали по численности противнику. Бригада Джона Бинга на восточной стороне удерживала дивизию Бертрана Клозеля в течение трёх часов, но затем была вынуждена отступить.
В 14:00 к Коулу подошли части 3-й дивизии генерал-лейтенанта Томаса Пиктона. Однако около 17:00 на поле битвы опустился густой туман, как раз в то время, когда португальская бригада отразила атаки французов в Валь-де-Байгорри (Val de Baigorry). Коул, несмотря на приказы Веллингтона держаться до конца, скомандовал своим войскам отступить к Памплоне.

## Итог
Союзные войска перегруппировались и заняли позиции возле деревни Сорорен, где произошла битва при Сорорене. Позже Веллингтон признал, что разделение сил для одновременной осады Сан-Себастьяна и Памплоны было «одной из величайших ошибок, которые он когда-либо совершал на войне».
Полковник Уолтер О’Хара, сражавшийся в этой битве, позже дал название Ронсеваль-авеню в Торонто. Район Торонто Ронсеваль, в свою очередь, получил название от улицы.